# 地中海殺人事件
『地中海殺人事件』（ちちゅうかいさつじんじけん、Evil Under the Sun）は、1982年のイギリスのミステリ映画。監督はガイ・ハミルトン、主演はピーター・ユスティノフ。原作はアガサ・クリスティの『エルキュール・ポアロ』シリーズの一作『白昼の悪魔』。
1978年の映画『ナイル殺人事件』とはプロデューサー、脚本家、主演が同じであり、1980年の映画『クリスタル殺人事件』とはプロデューサー、監督をはじめ、主要スタッフが同じである。

## ストーリー
イギリスのノース・ヨーク・ムーアズ国立公園内で、ハイカーがイギリスの女性の死体を発見する。犠牲者は首を絞められており、身元はアリス・ルーバーと判明する。
同じ頃、ベルギー人の私立探偵エルキュール・ポワロは保険会社から、億万長者の実業家ホレス・ブラット卿のダイヤの指輪を調査するよう依頼された。ポワロはそれが偽物であることを認め、ホレス卿が愛人のアリーナ・スチュアート・マーシャルに本物のダイヤモンドを与えたであろうことを会社に報告する。彼女はブラット卿と別れた後、ホレス卿に偽のダイヤを返したものと見られる。ポワロは、高級リゾートホテル「アドリア海」でこの女マーシャルに会い、彼女とこの件で話し合うことを依頼される。
このホテルは、タィラニアの現国王のかつての夏の宮殿で、現在は国王のもと愛人のダフネ・キヤッスルが手切れ金代わりにこの城をもらいホテルとして運営している。
ホレス卿の元愛人アリーナは女優で、夫のケネスと一緒に休暇を過ごしている。アリーナは娘のリンダを感情的に虐待し、クリスティンと結婚しているパトリック・レッドファーンとイチャイチャしている。
パトリックが島にいるのは、アリーナが手配して支払いをしてやったからである。ケネスは、アリーナが彼とリンダの両方をあしらうやり口に恐怖を感じている旧友のダフネに目を向ける。アリーナはまた、大舞台から降板し、別のお芝居の役を拒否して、同じリゾートにいる演劇プロデューサーのオデルとマイラ・ガーデナーに経済的な問題を引き起こした。作家のレックス・ブリュースターは、アリーナのすべてを語る伝記のために彼に前払いされた原稿料を既に使ってしまっているが、彼女は彼に伝記の出版を拒否し、彼を怒らせてしまっている。
3 日目の早朝、アリーナは手漕ぎでラダー湾に向かう。パトリックとマイラはボートで島を一周し、浜辺で動かずに横たわっている死体を発見する。パトリックは体に近づき、アリーナを認識し、彼女が首を絞められたことを発表する。
ポワロは、7 人の同行客のうち、ホレス卿とダフネのどちらが殺人者であるかを突き止めなければならない。
ダフネは、殺人の起きたとされる時間に、ケネスが自分の部屋でタイピングしているのを聞いていた。
クリスティンはりんだと一緒にガル洞窟にいて、12:30のテニスの試合のために11:55までそこを離れることはなかった。ホレス卿は、11:30 にラダー湾でダイヤモンドについてアーリーナと議論していて、これはヨットの乗組員とダフネによって確認された。
アリーナはその夜、説明を約束してダイヤモンドを保管し、ポワロは近くの洞窟で偽の宝石を見つけた。パトリックは 11 時 30 分にマイラと一緒に出発し、ホレス卿のヨットが来るのを見て、正午の大砲の発砲を聞いた。レックスは12:00にガル洞窟に入ったときにリンダに会い、崖の上から投げられたボトルが彼にぶつかりそうになったと報告している。 オデルは、ダフネと彼女の従業員によって読書しているのを見られている。 彼は、テニス前に12 時 15 分頃シャワーを浴びようとしたら、水圧が低くて水が使えなかったというが、その時間に彼がシャワーを浴びようとしたという証人は誰もいない。
容疑者を集めて、ポアロはクリスティーヌとパトリックを犯行で告発する。クリスティンは、アリーナを殴り倒し、彼女を近くの洞窟に隠し、パトリックがあとで気を失ったアリーナを絞殺したというのだ。クリスティーヌは、日焼け止めの化粧をして、アリーナの水着を着、赤い大きな帽子を被ってアリーナになりすまし、マイラのいる場所でパトリックによって故意に誤認されるようにしむけた。しかし、ポワロは洞窟でアレナの香水を嗅いでいる。クリスティーヌは、リンダの時計を時計を 20 分早く設定し、正午の大砲の音を聞かせないためにスイム・キャップをかぶることを提案し、後で時計を正しい時刻に戻した。
彼女はローションのボトルを放り出し、ほとんどレックスにぶつかり、日焼けを洗い流して、ホテルの貧弱な給水システムの圧力を抜いたのだ。ポワロは、パトリックがホレス卿の宝石をコピーと交換し、パトリックとクリスティンが盗難を隠すためにアリーナを殺したのではないかと疑問を持つ。
しかし、直接の証拠もないので、パトリックとクリスティンはそのまま島を出ていこうとする。
ホテルを出るとき、パトリックは小切手で支払い、署名をするのに「レッドファーン」の「R」に変わったくせがあるのにポワロが気がつく。これは、ヨークシャー・ムーアズの犠牲者の夫である「フェリックス・ルーバー」が彼の名前に署名したのと同じ書き癖である。遺体を発見したハイカーはクリスティンであり、パトリックのアリバイを証明した。ポワロは、写真を送れば、英国警察が、パトリックとフェリックスが同一人物であることを理解するのは火を見るより明らかだという。
パトリックは、滞在中に一度も火をつけたことのないパイプを口にくわえる。ポワロはそのパイプを取り上げ、そのパイプを逆さまにしてボウルのなかに隠されていた本物のダイヤを取り出して見せる。パトリックはポワロを殴って気絶させる。
最後のシーンでは、ダフネが意識を取り戻したポワロになにか食べるものを与え、ケネスとリンダが微笑んでいる中、タイタニアの国王がポワロに「セント・グッドウィン勲章、名探偵第一級」を授与されることになったと知らせる。
一方、本土に向かう島のシャトルボートでは、ダフネのホテルの従業員数名がレッドファーン夫妻を監禁し、ブラット、ブリュースター、ガードナー夫妻がブラットのヨットでシャンパンで乾杯し、殺人犯の夫婦を嬉しそうになじる様子が映し出される。

## キャスト
| 役名                                                                                            | 俳優                   | 日本語吹替                        |
| 役名                                                                                            | 俳優                   | TBS版                             |
| ----------------------------------------------------------------------------------------------- | ---------------------- | --------------------------------- |
| エルキュール・ポアロ （ベルギーの有名私立探偵）                                                 | ピーター・ユスティノフ | 田中明夫                          |
| ダフネ・カースル （ アイランドリゾートのオーナー）                                              | マギー・スミス         | 寺島信子                          |
| アリーナ・マーシャル （豊満な女優）                                                             | ダイアナ・リグ         | 小原乃梨子                        |
| クリスティン・レッドファン （パトリックの内気な妻）                                             | ジェーン・バーキン     | 宗形智子                          |
| オデル・ガードナー （ニューヨークの演劇プロデューサー）                                         | ジェームズ・メイソン   | 内田稔                            |
| マイラ・ガードナー （ニューヨークの演劇プロデューサーでオーデルの妻）                           | シルヴィア・マイルズ   | 翠準子                            |
| レックス・ブルースター （気取った作家で演劇評論家） ※原作では女性で名前はエミリー・ブルースター | ロディ・マクドウォール | 羽佐間道夫                        |
| パトリック・レッドファン （ハンサムな若い男）                                                   | ニコラス・クレイ       | 津嘉山正種                        |
| ホレス・ブラット卿 （富豪の実業家）                                                             | コリン・ブレイクリー   | 大木民夫                          |
| ケネス・マーシャル （アリーナの夫）                                                             | デニス・クイリー       | 宮川洋一                          |
| リンダ・マーシャル （ケネスの10代の連れ子）                                                     | エミリー・ホーン       | 玉川紗己子                        |
| 不明 その他                                                                                     |                        | 大久保正信 嶋俊介 島香裕 好村俊子 |
|                                                                                                 |                        |                                   |
| 演出                                                                                            | 演出                   | 佐藤敏夫                          |
| 翻訳                                                                                            | 翻訳                   | 木原たけし                        |
| 効果                                                                                            | 効果                   | 遠藤堯雄 桜井俊哉                 |
| 調整                                                                                            | 調整                   | 前田仁信                          |
| 制作                                                                                            | 制作                   | 東北新社                          |
| 解説                                                                                            | 解説                   | 荻昌弘                            |
| 初回放送                                                                                        | 初回放送               | 1985年4月8日 『月曜ロードショー』 |

## 作品の評価
Rotten Tomatoesによれば、10件の評論のうち高評価は90%にあたる9件で、平均点は10点満点中7.10点となっている。
Metacriticによれば、6件の評論のうち、高評価は2件、賛否混在は4件、低評価はなく、平均点は100点満点中61点となっている。
allcinemaは「数多く製作されたアガサ・クリスティ原作の映画作品の中でも『ナイル殺人事件』と並ぶ秀作」と評価するとともに、「息を呑むような美しい風景をバックに、そして全編に流れるコール・ポーターの名曲にのせて繰り広げられる華麗にして巧妙な陰謀と犯罪。様々な事件のヒントが、一見何の関連性もなさそうに見えながら、最後には一直線に結ばれる、思わず唸ってしまう様な推理と興奮。まさにクリスティ作品の謎解きの面白さを堪能できる1本である。」としている。